# Bahnhof Bréauté-Beuzeville

Der Bahnhof Bréauté-Beuzeville, zwischen den benachbarten Gemeinden Bréauté und Beuzeville-la-Grenier gelegen, liegt an der Bahnstrecke von Le Havre nach Paris-Saint-Lazare, etwas außerhalb von Le Havre und 200 Streckenkilometer von Paris-Saint-Lazare entfernt.

## Geschichte

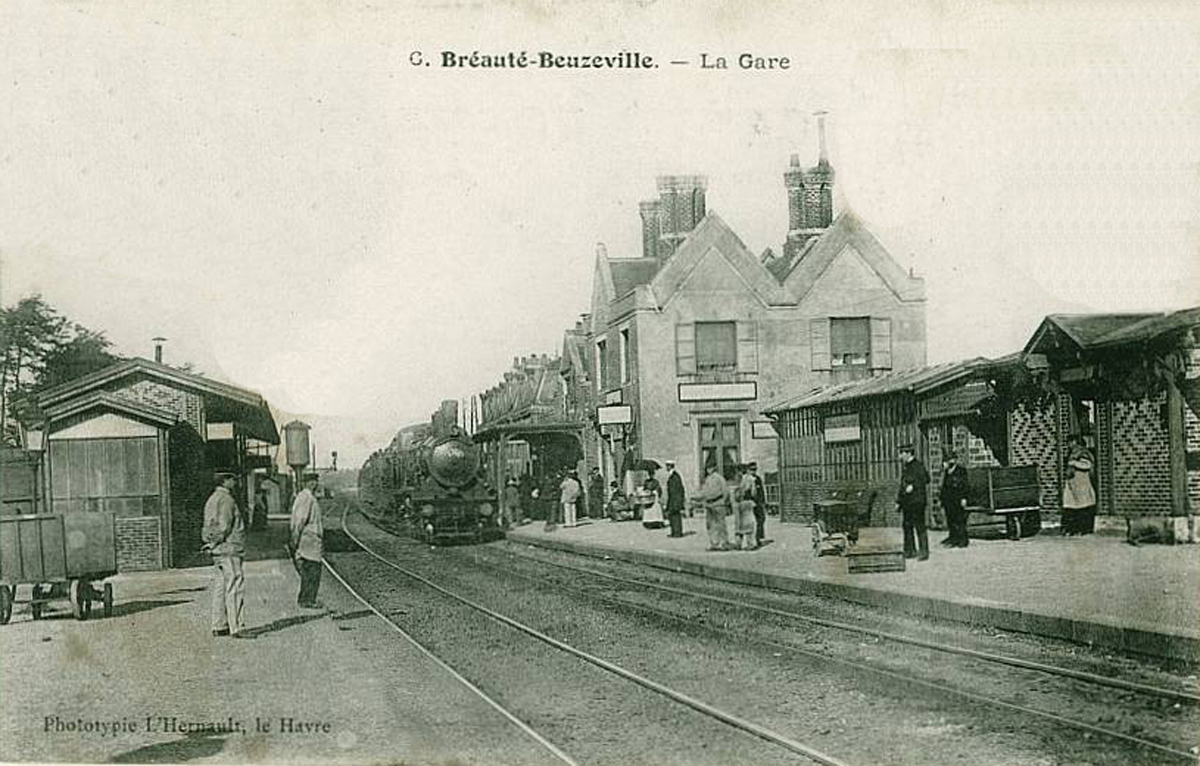
Der Bahnhof Bréauté-Beuzeville um 1900.

Am 22. März 1847 eröffnete die „Compagnie du chemin de fer de Rouen au Havre“, Vorläufer der späteren Französischen Westbahn, die Strecke zwischen beiden Großstädten mit dreizehn Stationen, darunter auch Bréauté-Beuzeville. Dieser Bahnhof bediente zwei nahegelegene Gemeinden (ähnliche Beispiele in Deutschland wären Horn-Bad Meinberg oder Dissen-Bad Rothenfelde). 1856 wurde die Abzweigung von Beuzeville nach Fécamp eröffnet. Bréauté-Beuzeville war zeitweise ein bedeutender Umsteigebahnhof als Endpunkt von Teilstrecken nach Fécamp und Étretat via Les Ifs und Lillebonne via Bolbec.

## Bahnstrecken
Bréauté-Beuzeville ist Durchgangsbahnhof der Strecke von Le Havre nach Paris und Ausgangspunkt der Strecke nach Fécamp.

## Besonderheiten
In dem französischen Film Bestie Mensch, einer Romanverfilmung von Emile Zola u. a. mit Jean Gabin, spielen einige kurze, aber wichtige Szenen in und um den Bahnhof von Bréauté-Beuzeville. Die Handlung des Kriminalromans Maigret und die alte Dame von Georges Simenon beginnt auf dem Bahnhof von Bréauté-Beuzeville.